# Кочерга, Иван Антонович
Иван Антонович Кочерга́ (24 сентября [6 октября] 1881, Носовка, Черниговская губерния — 29 декабря 1952, Киев) — украинский советский драматург. Лауреат Сталинской премии (1948), Заслуженный деятель искусств УССР (1950).

## Биография
Родился 24 сентября (6 октября) 1881 года в местечке Носовка (ныне город Носовского района Черниговской области Украины). В 1903 году окончил юридический факультет Киевского университета.
Умер 29 декабря 1952 года. Похоронен в Киеве на Байковом кладбище (участок № 1).

## Творчество
Литературную деятельность начал в 1904 году. Автор сказки «Песня в бокале» (1910, впервые поставлена в 1926 году в Харьковском народном театре), драмы «Алмазный жернов» (1927), феерии «Марко в аду» (1928, поставлена в Харьковском Краснозаводском театре), драматической поэмы «Свадьба Свички» (1930, впервые поставлена в 1935 году в Харьковском народном театре), драматической поэмы «Ярослав Мудрый» (1946), драмы «Истина» (1947). Среди его пьес: «Часовщик и курица» («Мастера времени») (1934), «Пойдёшь — не вернёшься» (1936), «Имя» (1937), «Экзамен по анатомии» (1940), «Чаша», «Ночная тревога» (1943), «Пророк» (1948). Отдельным изданием на русском языке в переводе Е. Весенина и Н. Лабковского вышла комедия «Чёрный вальс» (1957).

### Экранизации
- 1989 — «Часовщик и курица» — по мотивам одноимённой пьесы.

## Награды
- Орден Святого Станислава 3-й степени (1915)[3]
- Сталинская премия[4] (1948) (в опубликованных текстах указов фамилия драматурга не встречается)
- дважды орден Трудового Красного Знамени (в том числе 5.3.1939)
- Заслуженный деятель искусств УССР (1950)

## Память
В честь И. А. Кочерги назван академический украинский музыкально-драматический театр в Житомире.
В честь И. А. Кочерги в Дарницком районе Киева названа улица.

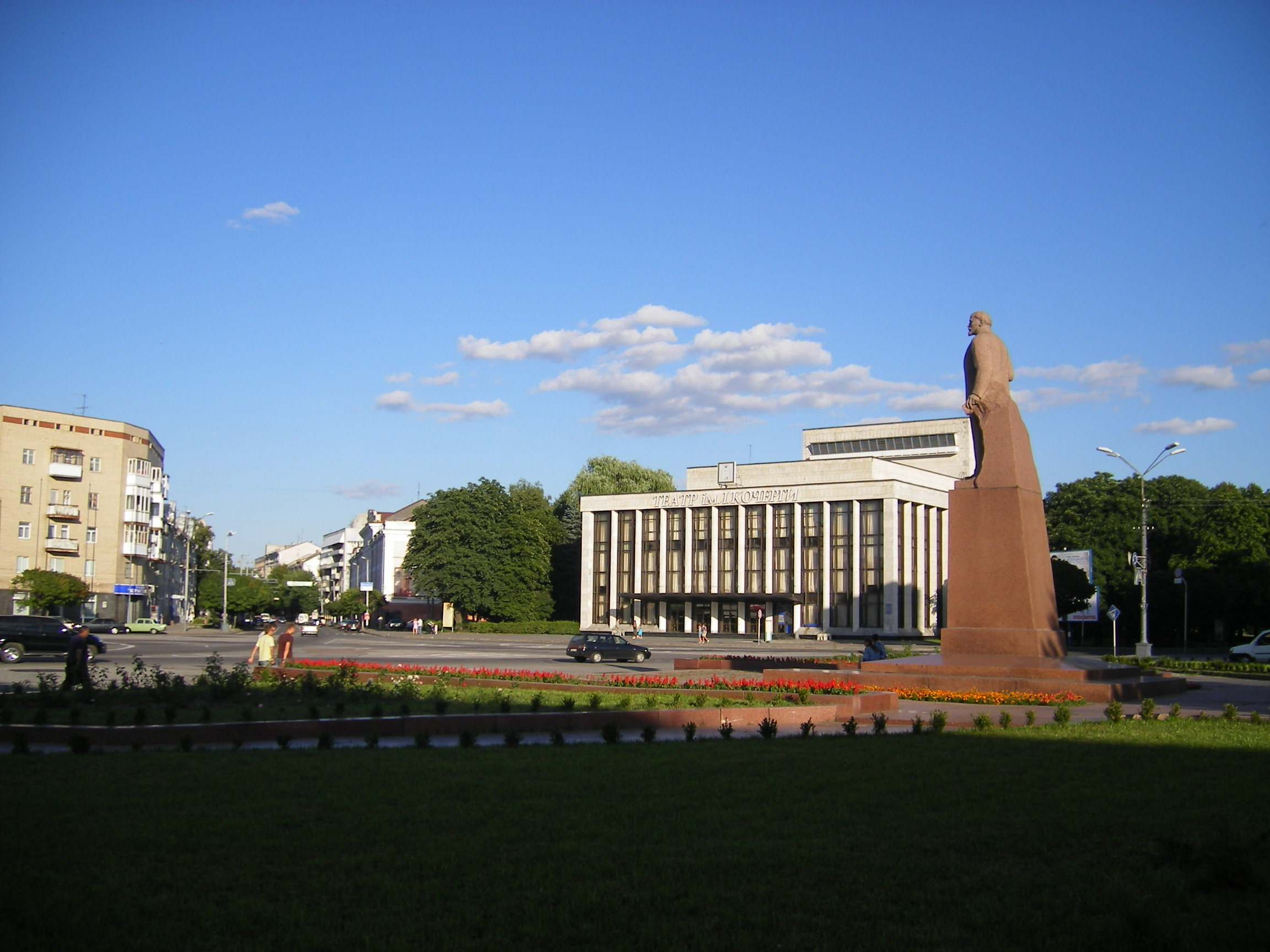
Областной музыкально-драматический театр им. И. Кочерги в г. Житомире